# Buga
Buga, oficialmente Guadalajara de Buga, es un municipio colombiano del centro del departamento del Valle del Cauca. Es famoso por la Basílica del Señor de los Milagros, a la que acuden peregrinos de todo el mundo. Está situado en la parte plana del Valle del Cauca.
Es una de las ciudades con más historia, no solo en el departamento, sino en el país, su historia corre paralelamente a la historia del Estado Soberano del Cauca y del Valle del Cauca, posee una gran arquitectura colonial y moderna. La ciudad en crecimiento se considera un polo de desarrollo para el departamento del Valle del Cauca. Hace parte de la Red de pueblos patrimonio de Colombia.

## Historia
La ciudad es una de las más antiguas de Colombia, y tuvo, de acuerdo a las investigaciones, cuatro fundaciones en diferentes lugares y fechas.
La Primera Fundación (Fecha en investigación) fue ordenada por el gobernador Sebastián de Belalcázar. Fundada con el nombre Buga La Vieja. Más adelante la Segunda Fundación se realizó entre los años 1554-1555 ordenada por Pedro Fernández del Busto y ejecutada por Giraldo Gil de Estupiñán recibiendo el nombre de: Nueva Jerez de los Caballeros, la ubicación era en las Cabeceras del Río Bugalagrande (Corregimiento La Marina en Tuluá). Por su parte la Tercera Fundación realizada entre los años 1557-1559 fue ordenada por el gobernador Luis de Guzmán y ejecutada por Rodrigo Díez de Fuenmayor y recibió el nombre de Guadalajara de Buga. La ubicación fue en el Valle de Tunessi - Páramo de Pan de Azúcar. Luego el Traslado de Fundación se hizo el 4 de marzo de 1570, ordenado y ejecutado por el gobernador Álvaro de Mendoza y Carvajal, bautizándole Guadalajara de Nuestra Señora de la Victoria de Buga. Y finalmente El Traslado definitivo fue en 1573 al sitio que hoy ocupa, ordenado por el gobernador Jerónimo de Silva y ejecutado por Beltrán de Unzueta recibiendo el nombre de Guadalajara de Buga. Los vecinos de Guadalajara de Buga, dado las circunstancias anotadas y las pocas tierras aptas para actividades agropecuarias que tenían, pidieron a la alta autoridad el traslado de la población a tierras planas. Durante la época de la conquista sus tierras estaban pobladas por diversas y valientes tribus indígenas guerreras que ofrecieron resistencia a la invasión de sus tierras por parte de los conquistadores, estos guerreros se denominaban los "bugas", de ahí proviene su actual nombre.
Fue reedificada en el territorio de los indígenas Quinamanoes en la región denominada "Babaya" que estaba situada en la parte montañosa, al pie del Cerro de Pan de Azúcar. En la segunda fundación la ciudad recibió el nombre de "Guadalajara de Buga" y una tercera con el mismo nombre, para llegar posteriormente a capital de la provincia entre 1834 y 1887, año en que se organizó como Municipio; en 1908 fue capital del Departamento de Buga por veinte meses; siendo este, el periodo más corto entre la creación de uno y otro departamento en el mismo territorio; hasta la creación del Departamento del Valle.
Se ignora la fecha exacta de su fundación que de todas maneras se realizó en 1555 siendo trasladada a la Cordillera y nuevamente al Valle. En 1569 el alcalde Ruy Báez de Sosa ofreció sus tierras para trasladar la ciudad a orillas del río Guadalajara, la traslación tuvo lugar el 4 de marzo de 1570, siendo su primer Teniente Gobernador y de Justicia mayor, el Capitán Luis Velásquez; su primer alcalde, el Capitán Melchor Velásquez de Valdenebro fundador de Toro y primer "Alférez Real" Capitán Diego Lazo de la Vega, quien además ejerció de alcalde.
En 1810 Buga formó parte de las Ciudades Confederadas del Valle del Cauca y aportó la sangre y el patriotismo de sus hijos entre otros la del General José María Cabal, Francisco y Miguel Cabal.
En esa época Buga se constituyó una de las ciudades con mayor crecimiento económico del sur-occidente colombiano.

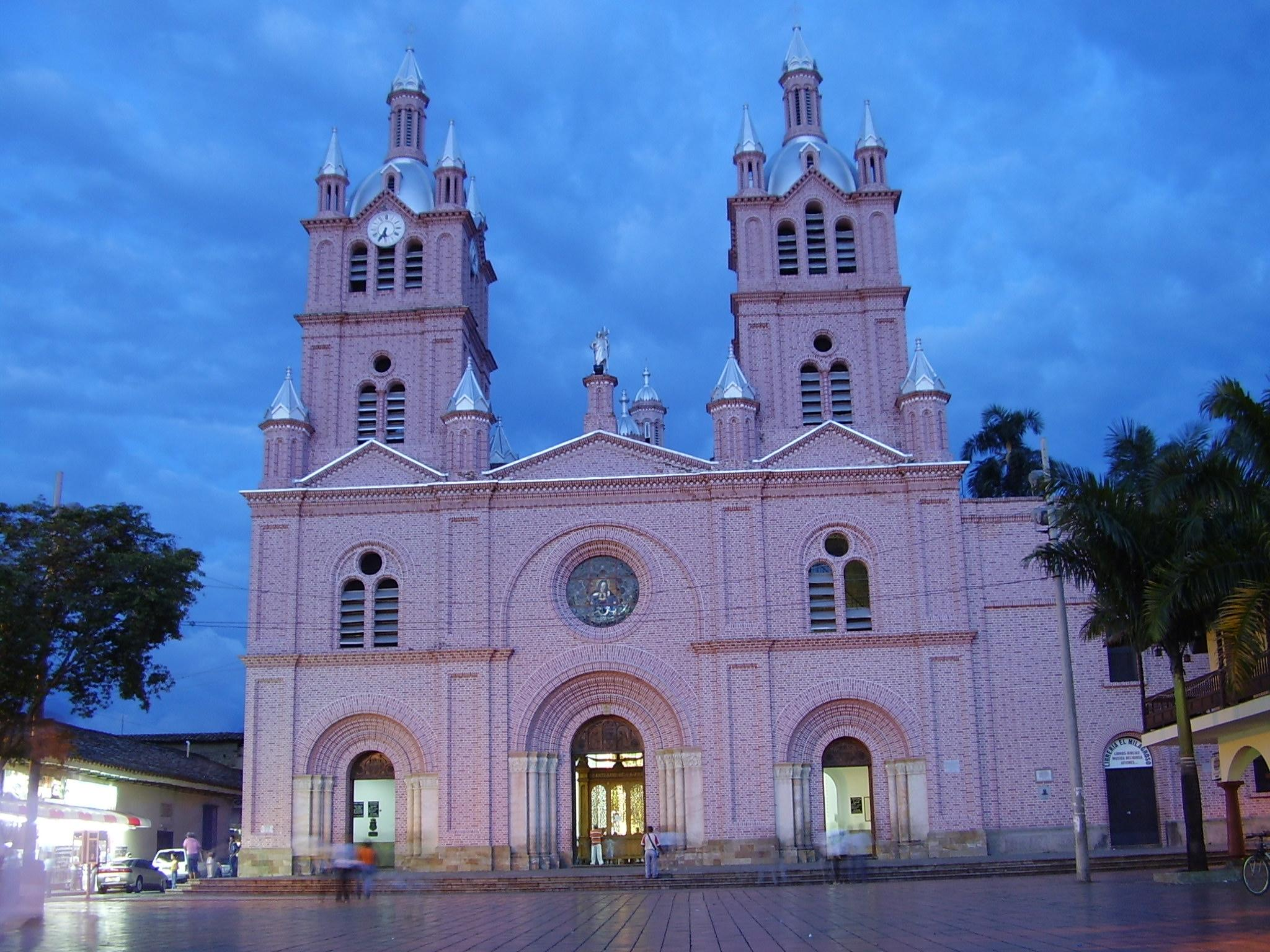
Basílica Menor del Señor de los Milagros.

El Rey de España Don Felipe II, le otorgó el título de Ciudad a fines del siglo XVI y le concedió su escudo de armas por los muchos servicios prestados a la corona.
El día 11 de enero de 1822, visitó el Libertador Simón Bolívar a Buga. Luego el 26 y 27 de diciembre de 1829; sendas placas conmemorativas colocadas en las casas en donde se alojó, recuerdan este suceso noble e importante para la ciudad.
La Fundación realizada el 4 de marzo de 1570 en un sitio muy cercano a lo que hoy en día son terrenos del SENA, llamada Sepulturas, es aceptada oficialmente como definitiva de la fundación de Guadalajara de Buga aunque un tiempo después fue trasladada a la Margen derecha del río Piedras, hoy río Guadalajara, siendo su plaza original el hoy parque "José María Cabal", marco de sus originales construcciones
Elevada a la Categoría de Municipio por la Ordenanza n.º 11 el 9 de febrero de 1884.

### Etimología
La palabra Buga es de origen Caribe ya que se la ha encontrado en el Istmo de Panamá en el nombre de un pueblo Bugabá que quiere decir “lugar de la lanza”. Finalmente Guadalajara de Buga fue el nombre que los españoles dieron a la ciudad que fundaron en la cordillera Central por orden del gobernador de Popayán, Don Luis de Guzmán, y en memoria de la patria de este, que era Guadalajara de España. Luego cuando el gobernador Don Álvaro de Mendoza Carvajal trasladó la ciudad al Valle del Cauca, la denominó Guadalajara de la Victoria, pero prevaleció el nombre de Buga.
Los relatos acerca del nombre de Buga permiten concluir que las comunidades prehispánicas que habitaron esta provincia tuvieron denominaciones diferentes y que el nombre de Buga, es producto de la asignación que los españoles dieron a las tribus destruidas y sometidas en la empresa de conquista.

### Las culturas prehispánicas en la provincia de BugasigloXVI
La historia de las comunidades prehispánicas que habitaron la región se ha podido reconstruir a partir de los relatos y crónicas de los conquistadores que participaron en las huestes de conquista como Pedro Cieza de León, Jorge Robledo y de los cronistas Joan de Castellanos, Fray Jerónimo de Escobar, Francisco Guillén Chaparro, etc. Y el trabajo de Tulio Enrique Tascón sobre la historia de la Conquista y Colonia de Buga. Según ellos, el Valle geográfico del río Cauca estaba habitado por una gran variedad de grupos o sociedades que fueron agrupadas en unidades político-administrativas denominadas “PROVINCIAS”, las cuales, a su vez, contenían los “Pueblos de Indios” o “Cacicazgos”. Héctor Llanos Vargas, Tulio Enrique Tascón y Juan Friede hacen suponer que hacía el momento de contacto español, en las zonas de las provincias de Popayán probablemente debió existir una población de unas 300.000 personas sin contar los niños y los ancianos. Esta población posiblemente estuvo distribuida en las provincias de Cali, alto Chocó, Buga y Cartago.
Según Tulio Enrique Tascón: Puede afirmarse que en 1539 cuando Pizarro señalaba los límites de Cali, no existía ninguna ciudad que llevase el nombre de Buga; se conoció así, desde los primeros días de la Conquista, con el nombre de Valle de Buga a las llanuras que baña al Cauca y que quedan a la banda oriental de ese río, quizá el Marqués Don Francisco Pizarro al hablar de Buga quiso designar con este nombre la nación o sierra de los Pijaos.
La palabra Buga es de origen Caribe ya que se le ha encontrado en el Istmo de Panamá en el nombre de un pueblo Bugabá que quiere decir “lugar de la lanza”. Finalmente Guadalajara de Buga fue el nombre que los españoles dieron a la ciudad que fundaron en la cordillera Central por orden del gobernador de Popayán, Don Luis de Guzmán, y en memoria de la patria de este, que era Guadalajara de España. Luego cuando el gobernador Don Álvaro de Mendoza Carvajal trasladó la ciudad al Valle del Cauca, la denominó Guadalajara de la Victoria, pero prevaleció el nombre de Buga.
Los relatos acerca del nombre de Buga permiten concluir que las comunidades prehispánicas que habitaron esta provincia tuvieron denominaciones diferentes y que el nombre de Buga, es producto de la asignación que los españoles dieron a las tribus destruidas y sometidas en la empresa de conquista.
El área de dispersión geográfica de esta provincia según Rodríguez C, ocupaba 10.000 km²; el límite sur ha debido de ser el río Amaime puesto que en Palmira aparece material cerámico típico de la cultura Quebrada Seca contemporánea con Buga.
El río Cauca sirvió de frontera occidental, pero solo en su parte media; a partir aproximadamente de Bolívar, yacimientos Bugas se encuentran sobre ambas márgenes; son también comunes los sitios Bugas en toda la región del río las Vueltas, mientras que el límite divisorio de aguas de la cordillera Central parece haber servido de frontera Oriental.

## División político-Administrativa

### Comunas
La cabecera municipal se encuentra dividido en 6 comunas (en la que se encuentra ciertos barrios):
- Comuna 1. conformado por los barrios Santiago Vergara, Crespo, El Molino, Alto Bonito, La Revolución, La Esperanza.
- Comuna 2. conformado por los barrios San Antonio, Santa Bárbara.
- Comuna 3. conformado por los barrios Concordia, Paloblanco, San Juanito.
- Comuna 4. conformado por los barrios Los Ángeles, Aures, Ricaurte, La Merced, José María Cabal.
- Comuna 5. conformado por los barrios El Jardín, María Luisa de la Espada, La Ventura, Urb. Balboa, Jorge E. Gaitán, Popular.
- Comuna 6. conformado por los barrios Albergue, Carmelo, Estambul.

### Corregimientos
Guadalajara de Buga tiene constituidos los siguientes corregimientos:
- La Habana
- Monterrey

Centros poblados
Los demás centros poblados no hace parte de ningún otro corregimiento o no se ha definido a cual de los dos actuales pertenecen:
- Alaska
- El Manantial
- El Placer
- El Porvenir
- El Vínculo
- Guadualejo
- La Campiña
- La Granjita
- La Magdalena
- La María
- La Palomera
- La Unidad
- Pueblo Nuevo
- Puerto Bertín
- Quebradaseca
- San Antonio
- Zanjón Hondo

## Economía

### Actividad económica

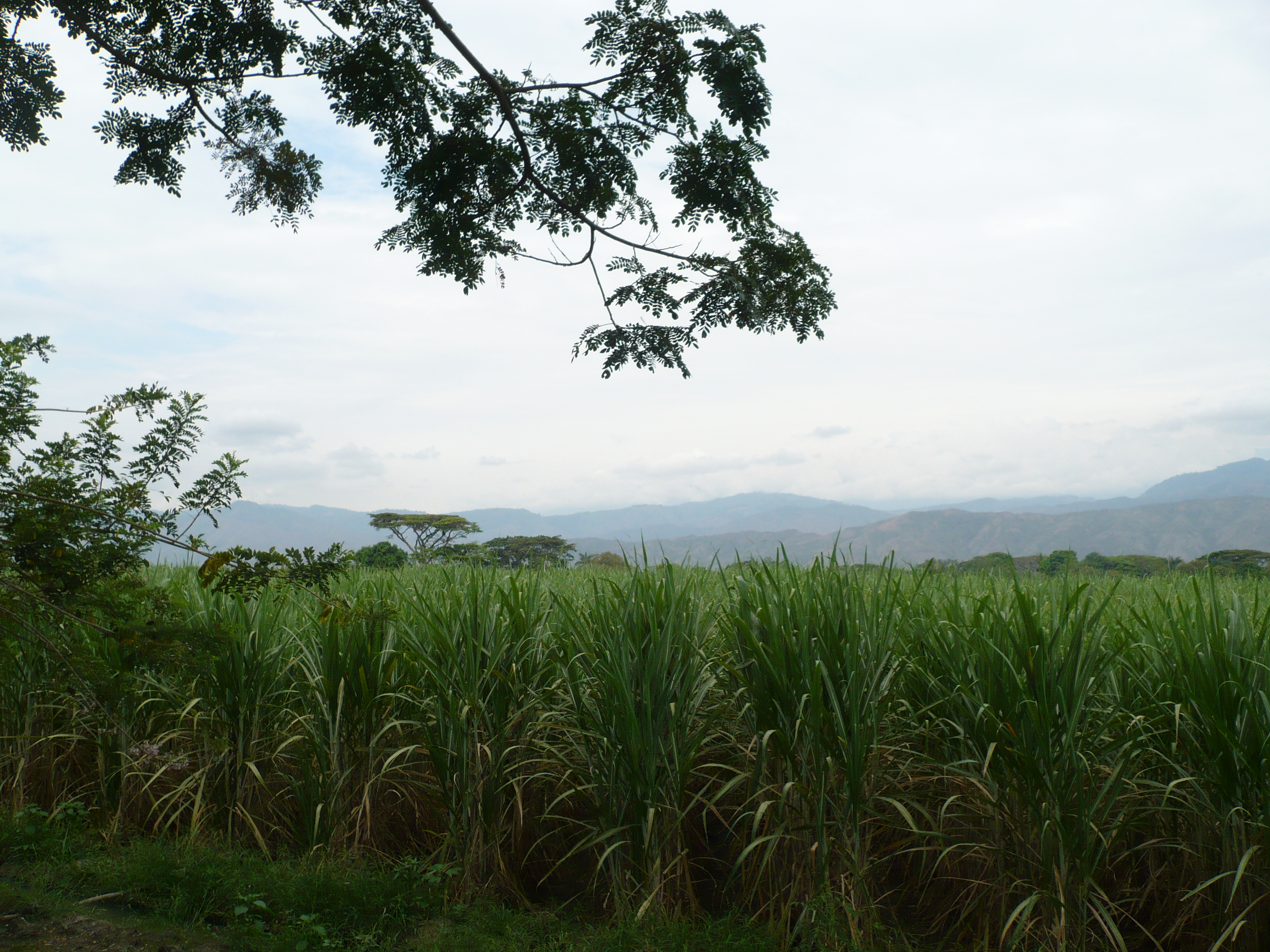
Plantación de caña de azúcar en Guadalajara de Buga. Al fondo la Cordillera Occidental de los Andes.

Se basa en el comercio, la agricultura, la ganadería, el turismo y la industria.
La fertilidad de sus suelos permite cultivar algodón, soya, maíz, millo, café, cebada, caña de azúcar, cebolla, plátano, fríjol, papa, yuca, cacao, sorgo, hortalizas y frutas.
El sector turístico está muy desarrollado y cuenta con buena infraestructura que acoge la gran afluencia de peregrinos a la centenaria Basílica donde se venera la imagen del Cristo Milagroso; la construcción de la basílica inicia con un sendero peatonal construido en ladrillos y materiales de la época. El sendero tiene una extensión aproximada de 5 cuadras, desde la terminal de transportes de la ciudad hasta la fachada principal de la basílica. Guadalajara de Buga cuenta además con atractivos naturales, arquitecturas coloniales, parques recreaciones, ferias, fiestas y eventos culturales.
En la industria bugueña sobresalen la cristalería, la producción de concentrados para animales, aceite y grasa y café, y la producción avícola.

### Recursos y servicios
Buga se encuentra en un sitio geográfico privilegiado, en ella convergen las principales carreteras que atraviesan el occidente colombiano, la Carretera Panamericana y la Panorama. Dista 74 km de Cali, capital departamental, y 126 km de Buenaventura, primer puerto colombiano sobre el Pacífico. Su red férrea está conectada con el Ferrocarril del Pacífico. Se encuentra cerca al: Aeropuerto Internacional Alfonso Bonilla Aragón en Palmira, al Aeropuerto Santa Ana en Cartago, al Aeropuerto Internacional Matecaña de Pereira y al Aeropuerto Heriberto Gil Martínez de Tuluá. Esta infraestructura facilita la comunicación de Buga con el resto del país y el sur del continente.
Dispone de todos los servicios públicos, entidades financieras, hospitales, clínicas, centros de salud, estadio, escuelas, colegios, universidades, emisoras, bibliotecas, teatros, coliseos, hoteles, almacenes de cadena.
Por su importancia comercial, Buga es una de las 6 ciudades del departamento que cuenta con su propia Cámara de Comercio, que presta los servicios y cumple funciones públicas delegadas por el Gobierno Nacional llevando el registro mercantil, el registro de proponentes y el registro de entidades sin ánimo de lucro; y funciones privadas de representación y vocería de los intereses de los empresarios, y de promoción del desarrollo económico y social en Buga y su área de jurisdicción que comprende: Guacarí, El Cerrito, Ginebra, Yotoco, Restrepo, Darién, San Pedro, El Dovio.

### Instituciones financieras
Se encuentran importantes entidades como: Bancolombia, Banco de Bogotá, Davivienda, Banco de Occidente, Banco WWB, AV Villas, Banco Caja Social, Banco BBVA, Banco Agrario de Colombia, Bancamía  entre otras.

## Geografía

### Posición astronómica
Está situado a 3°54′7″ de latitud norte y 76°18′14″ de longitud oeste, coordenadas respecto al meridiano de Greenwich.

### Relieve
Su territorio tiene dos zonas, la Zona Plana en las riberas del río Cauca y la Zona Montañosa en la Cordillera Central; sus alturas van desde los 969 m s. n. m. hasta los 4.210 m s. n. m. en el Páramo de las Hermosas.

### Límites
- Norte: limita con el municipio de San Pedro, por el perímetro rural por la Quebrada Presidente, desde su nacimiento en la Cordillera Central hasta su desembocadura en el Río Cauca y con el municipio de Tuluá, por el Río Tuluá hasta el nacimiento en el Páramo de Barragán en la Cordillera Central.
- Oriente: con el departamento del Tolima, por la sierra alta de la Cordillera Central desde el nacimiento del Río Tuluá hasta un punto frente al nacimiento del Río Sonso.
- Occidente: con el perímetro rural del municipio de Yotoco, por el Río Cauca desde la desembocadura del Río Sonso hasta la Quebrada de Presidente.
- Sur: con los municipios de Ginebra y de Cerrito y con el perímetro rural de Guacarí, por el Río Sonso desde su nacimiento en la Cordillera Central hasta su desembocadura en el Río Cauca.

## Clima
Guadalajara de Buga por tener tierras en la parte plana del Valle y en la parte montañosa, cuenta con varios pisos térmicos, tales como caliente, templado, frío y páramo. La superficie por pisos térmicos se distribuye así: Cálido 153 km², templado 169 km², frío 243 km² y páramo 271 km².
Debido al cambio climático, la zona urbana se ha visto afectada en época de verano por temperaturas que han alcanzado la cifra récord de 33 grados.
El área urbana de Guadalajara de Buga ocupa 17 km² y el área rural ocupa 815 km².

## Educación

### Educación superior
La ciudad cuenta con numerosos centros de educación superior, los más importantes son:

### Oficiales
- Universidad del Valle (univalle). La Universidad del Valle es la principal institución académica del sur-occidente de Colombia. La universidad es la quinta con mayor población estudiantil en el país, y, de acuerdo a la última publicación de Ranking U-Sapiens Colombia, ocupa el quinto lugar en importancia, después de la Universidad Nacional, la Universidad de Antioquia, la Universidad de los Andes y la Universidad Javeriana. En todas sus sedes cuenta con más de 30.000 estudiantes (2007) de los cuales casi 25.000 son de pregrado y 5.000 de postgrado.[3] Las  sedes de la Universidad del Valle en la ciudad de Buga, se encuentran en la Carrera 13 # 5-21 (sede principal), Carrera 13 # 4-33 (sede B) y Carrera 13 # 2-51 (sede C).

- Instituto Técnico Agrícola - (ITA PROFESIONAL) Se encuentra ubicada en la Carrera 12 n.º 26C -74. Con carreras técnicas, tecnológicas y universitarias en convenio con distintas universidades del país. Se encuentra en un momento de transición ya que por más de 30 años fue reconocida como una institución creada para los estratos económicos sociales más bajos. Ahora su misión ha cambiado y esta incluye todos los estudiantes de cualquier estrato social. Es bueno recordar que el ITA-Buga es una institución de modalidad Técnica Profesional.
- Universidad del Quindio (a distancia)
- Universidad del Magdalena (a distancia)
- SENA

### Privadas
- Universidad Antonio Nariño
- Universidad Minuto de Dios
- Corporación Universitaria Remington
- Corporación Universitaria Minuto de Dios

## Símbolos

### Escudo
A mediados del siglo XVI el Rey Don Felipe II, por Real Cédula, le concedió a Buga el Título de "Ciudad Noble y Leal" y la hizo plaza de armas con derecho a escudo.
El escudo es de forma española, ostenta en la parte superior una corona, que simboliza la majestuosidad y descendencia de la Corona Española.
Se divide en tres cuarteles: El superior de tamaño doble contiene un sol radiante, que significa la ubicación geográfica de Buga en el trópico, la sección inferior izquierda presenta un par de "alabarderos" con sus armas en balanza, significando que el rey la hizo Plaza de Armas; y la Sección inferior derecha contiene la figura de dos leones para expresar la grandeza y valor de los hijos de Guadalajara de Buga.

### Bandera
La Bandera de Buga, según los historiadores, es la misma que ondeó en la Batalla de Alto Palacé, llevada por José María Cabal, la misma que juraron el 20 de julio de 1813 los ejércitos de Nariño, al iniciar la campaña del sur.
La Bandera de Buga viene a ser igual a la del estado de Cartagena en 1812, en la cual murió envuelto Atanasio Girardot en la Cima de Bárbula.
Se compone de tres fajas horizontales cuyos colores son: la franja superior en color amarillo oro, significando la riqueza de nuestro suelo; la franja del medio de color verde, demuestra la fertilidad de nuestra tierra, y la franja inferior de color rojo, simbolizando el patriotismo y la sangre vertida por los próceres hijos de Buga, en aras de la Independencia.

### Himno de Buga
El Himno al Municipio de Guadalajara de Buga fue escrito por el Doctor José Ignacio Ospina G. y el encargado de la música fue Agustín Payán Arboleda. Fue interpretado por primera vez el 19 de agosto de 1916.

## Demografía
Cuenta con una población aproximada de 127.547 habitantes, según el censo de 2018. La cual un 80% habita en la zona urbana (20% del área total) y el otro 20% en veredas como La Habana, Alaska, El Placer, entre otras las cuales representan el 80% del área total de la ciudad.

### Etnografía
- Mestizos & blancos (91,6%)
- Negros o afrocolombianos (8,3%)
- Amerindios o indígenas (0,1%)[5]

## Transporte
La Terminal de Transporte, es una estación moderna o terminal de buses en donde funcionan 17 empresas de transporte entre ellas a Flota Magdalena, Empresa Arauca, Expreso Bolivariano, Coomotor, Velotax, Expreso Palmira, entre otras. Desde la terminal de Buga los buses tienen servicios hacia destinos en el departamento del Valle del Cauca como a otras regiones del país.

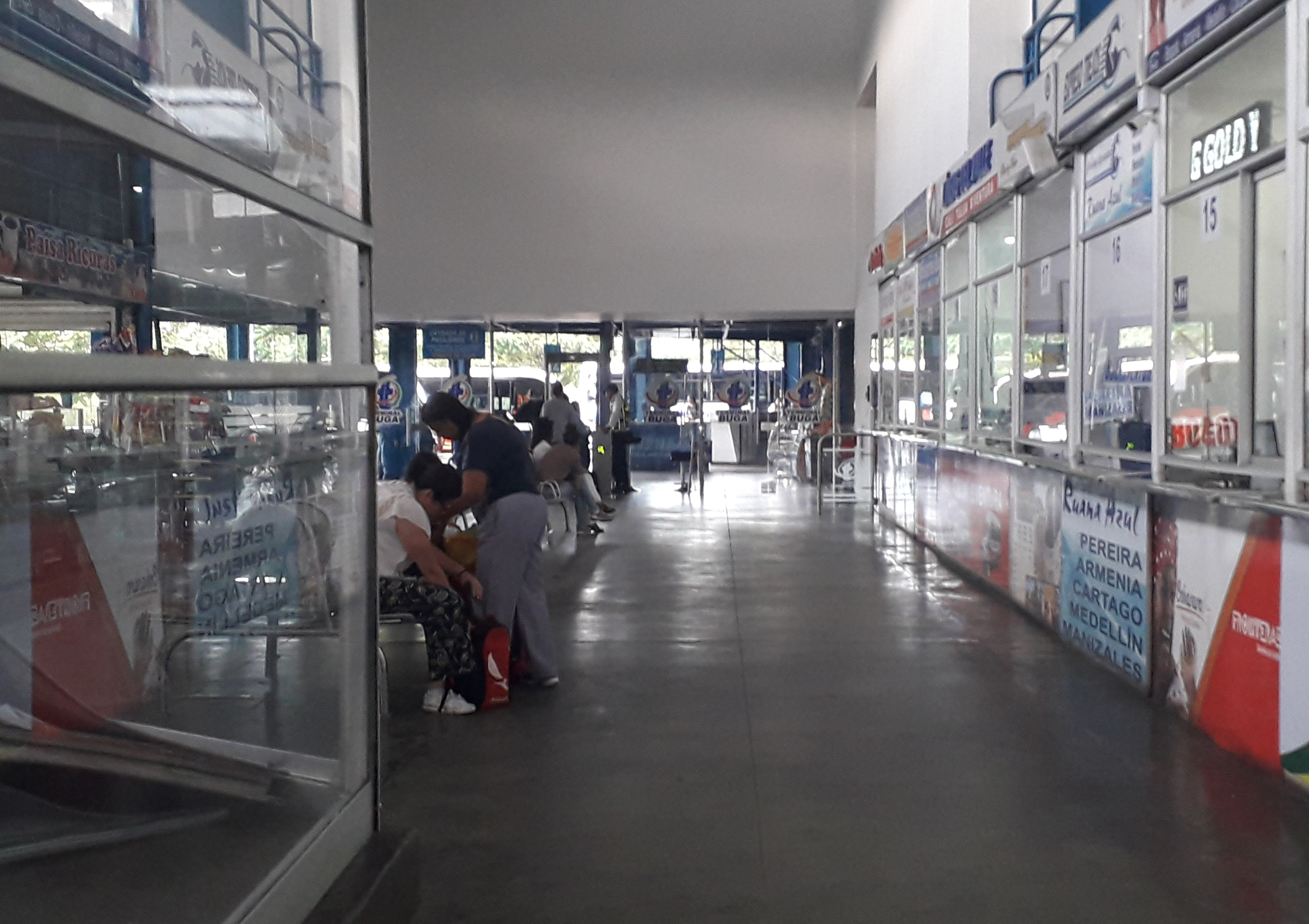
Taquillas Terminal De Transportes De Buga

## Patrimonio arquitectónico e histórico

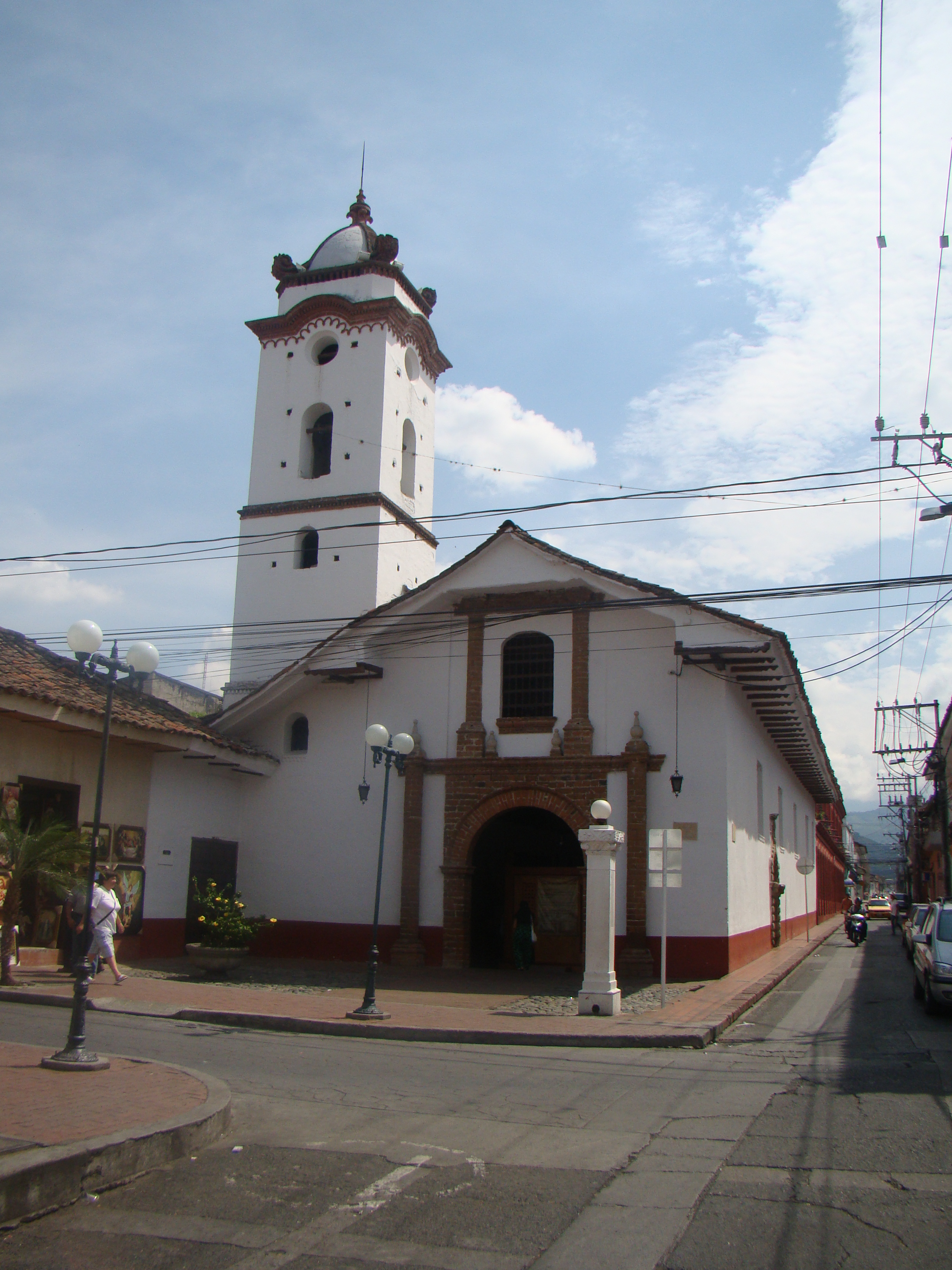
Templo de San Francisco - Buga - Valle del Cauca - Colombia.

Guadalajara de Buga, posee un patrimonio arquitectónico e histórico, digno de conocerse, tiene cuatro Bienes de Interés Cultural - BIC - declarados por el Ministerio de Cultura como de ámbito nacional:
1.  El sector histórico que presenta una serie de inmuebles de valor patrimonial, y el cual fue declarado por la Ley 163 de 1959,
2.  La Antigua Estación del Ferrocarril,
3.  El Teatro Municipal y
4.  La Casa de Hacienda "La Julia".
Otros de sus monumentos más representativos son las edificaciones de carácter religioso como la Catedral de San Pedro Apóstol (iglesia matriz), la Capilla de San Francisco, la Iglesia de Santo Domingo, la Capilla de la Merced y la Iglesia de Santa Bárbara.  También cuenta con edificaciones de los siglos XVI, XVII y XVIII, como Los Portales de Fuenmayor, El Palacio de Justicia, la Casa Luis Velásquez de Rengifo o de la familia Zábala y antiguas casonas que evidencian las tipologías arquitectónicas de la época colonial y republicana.
La ciudad de Buga tiene un encanto que a veces pasa desapercibido para quienes viven en ella, mas no para el que llega a conocerla por primera vez, pues se deleitan caminando por sus calles.
Guadalajara de Buga es una ciudad en la cual se conjugan armónicamente lo colonial con lo contemporáneo. Ha sabido conservar en su Sector Histórico la memoria colectiva, la tradición y los balcones coloniales de la ciudad en la arquitectura, lugar cuyos atractivos invitan al visitante a recorrer a pie sus callejuelas llenas de historia y leyenda. El Centro Histórico es Monumento Nacional, y en él se pueden admirar construcciones religiosas y civiles antiguas, monumentos que recuerdan la historia y las personalidad bugueñas forjadoras de la independencia y la nacionalidad colombiana.

## Gastronomía
La gastronomía bugueña considerada como la raíz de la cocina vallecaucana, es muy variada y exquisita. En Guadalajara de Buga y sus alrededores se puede degustar platos criollos auténticos de la región, como el sancocho de gallina en fogón de leña, el arroz atollado, la sopa de tortilla, sopa de pan de bono en la Cuaresma, el guiso de carne y papa, arepas preparadas con pollo desmechado, los troncos de plátano pisado con chicharrón, los tamales, la fritanga y los maduros aborrajados. Las frituras son parte abundante de la dieta de los vallecaucanos.
Alrededor del primer cultivo del Valle del Cauca, la caña de azúcar, la creatividad culinaria de la región ha desarrollado toda una gama de golosinas y postres típicos; el primero de ellos, el manjar blanco, al que le siguen las cocadas, el cortado de leche, las conservas y las jaleas, los cristalizados de limón y naranja, alfeñiques y flores de dulce que se elaboran principalmente en el mes de junio, con motivo de la festividad religiosa de San Pedro.
Igualmente típicos y deliciosos dentro del mecato bugueño son el pandebono y el pandeyuca, las empanadas de cambray, las de chiquichoque con guiso de carne de cerdo, las tortas navideñas de coco, los bizcochuelos, el postre de pastores con crema inglesa adornado con semillas de granada y el chontaduro. Entre las bebidas, el cholado, el champús, el espumoso, la lulada, los jugos de frutas y los sorbetes de guanábana y badea, el masato, el guarapo de caña y el famoso ponche de huevo y leche para las noches frías. 
También se encuentra una amplia variedad de comida internacional, entre los que se destacan los restaurantes de comida china e italiana.

## Sitios de interés
Guadalajara de Buga, tiene sitios de interés como:
- La Basílica Menor del Señor de los Milagros, que es uno de los principales centros religiosos de peregrinación del catolicismo. Es visitada anualmente por más de 1.000.000 de personas.
- La Catedral de San Pedro Apóstol, construida en el siglo XVI, es digna de admirarse por la belleza de su misma antigüedad y por los tesoros artísticos que aún guarda.
- El Teatro Municipal de Buga, de arquitectura neoclásica republicana, es Patrimonio Arquitectónico e Histórico de la Nación.
- La Casa de la Cultura, la cual funciona como museo y allí también se dictan clases de Música, Ballet y Canto.
- La Casa del Capitán Luis Velásquez de Rengifo, de estilo colonial es la sede de la Fiscalía General de la Nación.
- El Hotel Guadalajara, de arquitectura colonial californiana, patrimonio arquitectónico del Valle del Cauca. Hotel cuatro estrellas.
- La Fundación Casa del Peregrino, obra social perteneciente a la Congregación de Padres Redentoristas de Buga.
- El Hostal del Regidor. Su estilo es de la época romántica. Actualmente cuenta con magníficas habitaciones.
- La Estación Ferrocarril del Pacífico. Monumento nacional. Actualmente es un centro cultural.
- El Obelisco, Faro y Monumento Alejandro Cabal Pombo. Rinde homenaje a Don Alejandro Cabal Pombo y señala la ruta Buga-Madroñal-Buenaventura.
- El Parque de José María Cabal. Diseñado como un parque europeo, alrededor de la estatua del Prócer Bugueño José María Cabal.
- El Parque Simón Bolívar de estilo neoclásico republicano, es una bella alameda de corpulentos árboles, bajo ellos el césped invita a la lectura y al esparcimiento.
- El Río Guadalajara o Piedras, en el cual se disfruta de los paseos de olla y donde podemos encontrar flora y fauna muy variadas.
- Los Pailones es una conformación natural en piedra. El río propicia la formación de piscinas naturales y además brinda el entorno único de un paisaje de montaña.
- Las Quebradas Chiquique y Chimbilaco, son piscinas naturales con bellas caídas de agua a modo de pequeñas cascadas.
- La Reserva Natural de la Laguna de Sonso o del Chircal. Posee gran riqueza en flora y fauna. Fue declarada Reserva Natural por la Corporación Autónoma Regional del Valle del Cauca, CVC, en 1978. También funciona como Centro de Educación Ambiental.
- La Reserva Forestal Alpes. Es ideal para el turismo ecológico. Es rica en flora y fauna. Unos de los lugares más atractivos de la zona es el Mirador de La Mariposa y la Cascada de La Nevera.
- La Estación Biológica o Jardín Botánico El Vínculo, declarado parque natural Regional por la CVC en 2006. Presta servicios de recorridos ecológicos guiados, sitios para acampar, alojamiento y salón para reuniones y audiovisuales. Desde allí se consigue una bella vista panorámica del Valle del Cauca.
- El Parque Nacional Natural de las Hermosas es un páramo con diversa fauna y flora, creado en 1977 y dónde se puede visitar la Laguna Tres Américas y Laguna La Rusia.
- La Reserva Natural de Yotoco, por su biodiversidad constituye un verdadero laboratorio para la investigación y el estudio de la flora y la fauna.
- La Reserva Natural La Isleta es una reserva natural con bellos paisajes y naturaleza. Es especial para paseos ecológicos.
- La Ciénaga el Conchal, sus condiciones la hacen apta para la práctica del windsurf y actividad deportiva náutica.
- El Lago Calima es un embalse artificial de atractivo turístico.  Debido a sus condiciones naturales es ideal para la práctica y las competencias nacionales e internacionales de deportes náuticos y extremos. El sitio es propicio para la recreación, la contemplación del paisaje y para acampar.
- El Museo Arqueológico de Calima Darién donde se muestran piezas pertenecientes a las culturas que habitaron en el territorio del Valle del Cauca antes de la llegada de los conquistadores españoles.

## Patrimonio inmaterial

### Feria Exposición Nacional Agropecuaria de Buga
Es el evento de este tipo más antiguo de Colombia.
El 20 de julio de 1951 se inaugura la primera feria, como iniciativa del ciudadano Santiago Vergara Crespo. En el 2018 celebra 67 años de existencia; es organizado por el Comité de Ganaderos y Agricultores de Buga. Congrega anualmente en el mes de julio gran cantidad de visitantes nacionales y extranjeros.
El principal escenario ferial es el Coliseo Camilo José Cabal, dónde se abre a los visitantes distintos pabellones tecnológicos, artesanales y empresariales.
La intensa programación ferial incluye:
- Reinado
- Cabalgata
- Comparsas
- Concurso de vaquería
- Desfile de automóviles antiguos
- Rueda de negocios agropecuarios y subasta ganadera
- Eventos culturales, actividades para niños y rumba en los escenarios de la ciudad
- Exposición equina, bovina, porcina, especies menores y caninos
- Exposición de orquídeas, artesanías, maquinaria agrícola, diversas mercancías y microempresas

En la Concha Acústica Bernardo Romero Lozano, se disfruta del baile y de conciertos con figuras nacionales e internacionales de la música popular.Los realizadores de la feria, anualmente, invitan artistas nacionales e internacionales para que formen parte de ésta.

### Festibuga
Anualmente, en el mes de agosto, Guadalajara de Buga celebra el Festival Nacional e Internacional de Intérpretes de la Canción de Buga, FESTIBUGA. Lo que inicialmente fue un tímido certamen llamado Primer Festival de Intérpretes de la Canción Moderna, hoy se ha convertido en un espectáculo de fama internacional.
El primer festival se llevó a cabo en junio de 1971 en el Teatro María Cristina. El primer ganador fue el cantautor caleño Carlos Alberto López Arango. En 1974, ya el evento contó con la Concha Acústica Bernardo Romero Lozano, gracias al apoyo del Comité de Ganaderos y Agricultores de Buga y el Instituto Colombiano de Cultura, COLCULTURA. Para el año 1976 el festival se convirtió en internacional, impulsado por la compositora Elena Benítez de Zapata. En 1977 se instituyó el trofeo La Ermita Vieja, Señor de los Milagros, se hicieron transmisiones nacionales de televisión y se consiguió el aporte de músicos de renombre nacional e internacional, alcanzando el concurso resonancia mundial. A partir de 1982 estrenó la nueva Concha Acústica.
Tras dos años de receso, en 1985 la Concha Acústica se llenó de nuevo de música. El Festival vuelve con una nueva junta directiva y una nueva organización que garantizan el futuro, el crecimiento y la calidad del evento, se instituyó la Fundación Festival Nacional e Internacional de Intérpretes de la Canción de Buga, FESTIBUGA, entidad sin ánimo de lucro, que fomenta la cultura en sus distintas manifestaciones.

## Vías y accesos
- Por vía terrestre: La ciudad cuenta con excelentes carreteras de doble calzada y terminal, que la comunican con varias ciudades del país, siendo un punto obligatorio de paso:
  - En sentido norte se toma la doble calzada Buga-Tuluá-La Paila para llegar a las ciudades de Pereira y Armenia (Capitales de los departamentos de Risaralda y Quindío), desde estas ciudades se puede seguir por carretera a  Manizales, Medellín y Bogotá.
  - En sentido sur se llega a la ciudad de Cali capital del departamento del Valle del Cauca, y seguir a Popayán, Pasto e Ipiales.
- Por vía marítima: Se llega al puerto de Buenaventura en el océano Pacífico, y desde allí por vía pavimentada hasta Buga.
- Por vía aérea: A través de los aeropuertos Farfan "Heriberto Gil Martínez" de Tuluá, Alfonso Bonilla Aragón de Cali, Matecaña de Pereira, Santa Ana de Cartago y El Edén de Armenia.

## Medios de comunicación

### Radio
La ciudad cuenta con dos emisoras tradicionales como Voces de Occidente y Fiesta s.t. de RCN Radio.

## Ciudades Hermanas
Guadalajara de Buga mantiene un acuerdo de hermanamiento con una ciudad europea con el fin de fomentar el desarrollo de las mutuas relaciones y el intercambio cultural, social y económico:
- Guadalajara (España)[7]

## Servicios públicos
- Energía Eléctrica: Celsia, es la empresa prestadora del servicio de energía eléctrica.[8]
- Gas Natural: Gases de Occidente es la empresa distribuidora y comercializadora de gas natural en el municipio.